# اروه گودینیون
اروه گودینیون (فرانسوی: Hervé Godignon‎؛ زادهٔ ۲۲ آوریل ۱۹۵۲) سوارکار پرش اهل فرانسه است.